# Bloedige Zondag (1887)

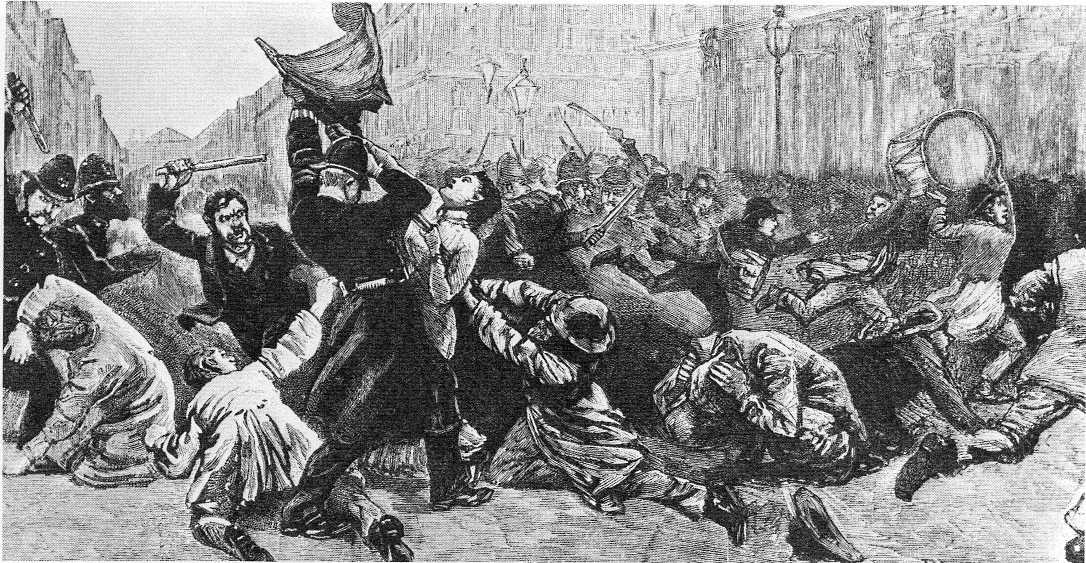
Bloedige Zondag, 1887. Deze gravure uit de krant The Illustrated London News stelt een politieagent voor die wordt aangevallen door een betoger terwijl hij een spandoek van een vrouwelijke betoger probeert af te pakken

Bloedige Zondag (Engels: Bloody Sunday) was een betoging in Londen op 13 november 1887 tegen werkloosheid en de Coercion Act in Ierland en voor de vrijlating van parlementslid William O'Brien.  
De betoging werd georganiseerd door de Social Democratic Federation en de Irish National League. Er vonden gewelddadige confrontaties plaats tussen politie en betogers, velen "gewapend met ijzeren staven, messen, poken en gasbuizen". Een rapport uit die tijd sprak van 400 arrestaties en 75 personen die zwaargewond waren, waaronder veel politieagenten, twee politieagenten waren neergestoken en één betoger werd aan een bajonet geregen.